# Ворренвілл (Іллінойс)
Ворренвілл (англ. Warrenville) — місто (англ. city) в США, в окрузі Дюпаж штату Іллінойс. Населення — 13 553 особи (2020).

## Географія
Ворренвілл розташований за координатами 41°49′15″ пн. ш. 88°11′15″ зх. д. / 41.82083° пн. ш. 88.18750° зх. д. (41.820946, -88.187505).  За даними Бюро перепису населення США в 2010 році місто мало площу 14,55 км², з яких 14,14 км² — суходіл та 0,41 км² — водойми.

## Демографія
Згідно з переписом 2010 року, у місті мешкало 13 140 осіб у 4890 домогосподарствах у складі 3421 родини. Густота населення становила 903 особи/км².  Було 5125 помешкань (352/км²).
Расовий склад населення:
| - 82,2 % — білих - 3,9 % — чорних або афроамериканців - 3,7 % — азіатів - 0,6 % — корінних американців - 7,3 % — осіб інших рас |

До двох чи більше рас належало 2,2 %. Частка іспаномовних становила 20,9 % від усіх жителів.
За віковим діапазоном населення розподілялося таким чином: 24,8 % — особи молодші 18 років, 66,7 % — особи у віці 18—64 років, 8,5 % — особи у віці 65 років та старші. Медіана віку мешканця становила 36,6 року. На 100 осіб жіночої статі у місті припадало 99,0 чоловіків;  на 100 жінок у віці від 18 років та старших — 95,4 чоловіків також старших 18 років.
Середній дохід на одне домашнє господарство  становив 94 489 доларів США (медіана — 75 517), а середній дохід на одну сім'ю — 103 606 доларів (медіана — 89 347). Медіана доходів становила 56 938 доларів для чоловіків та 46 164 долари для жінок. За межею бідності перебувало 6,7 % осіб, у тому числі 12,3 % дітей у віці до 18 років та 3,6 % осіб у віці 65 років та старших.
Цивільне працевлаштоване населення становило 7554 особи. Основні галузі зайнятості: освіта, охорона здоров'я та соціальна допомога — 18,0 %, науковці, спеціалісти, менеджери — 14,3 %, виробництво — 13,9 %.